# Blijde Intrede (1301)
De blijde intrede van 1301 was een actie van de Franse koning Filips IV in het graafschap Vlaanderen.  Hij hield zogenaamde  blijde intredes in Brugge, Gent, Dowaai, Rijsel, Doornik, Aardenburg, Kortrijk en Ieper. De blijde intrede vond plaats als de nieuwe landsheer zijn intrede maakte in een stad of streek. Het was een eerste contact van de landsheer met zijn bevolking. 

## Geschiedenis
In mei en juni 1301 hielden de Franse koning Filips de Schone  en Johanna I van Navarra blijde intredes in de Vlaamse steden.

## Eerste intrede
13 mei 1301: Blijde intrede te Dowaai

## Tweede intrede
15 mei 1301: Blijde intrede te Rijsel

## Derde intrede
18 mei 1301: Blijde intrede te Doornik

## Vierde intrede
19 mei 1301: Blijde intrede te Kortrijk

## Petegem
20 mei en 21 mei. Daarop volgden twee dagen van verpozing in het kasteel en buitenverblijf van de afgezette en gevangengenomen Graaf van Vlaanderen Gwijde van Dampierre te Petegem-aan-de-Schelde bij Oudenaarde. 

## Vijfde intrede
De blijde intrede in Gent vond plaats van 22 tot 27 mei 1301 en kostte meer dan 27.000 pond, meer dan 1 jaar belastingopbrengst. Op 22 mei kwam het vorstelijk paar aan in Gent. Over de gebeurtenissen daar bracht de Gentse minderbroeder verslag uit: ‘De Gentenaren gingen de koning met grote eerbied tegemoet’. ‘Allen met nieuwe kleren getooid, de poorters op twee wijzen, omdat ze onder elkaar verdeeld waren, en het gewone volk op zijn manier. Er werden veel spelen gehouden. En de schepenen gaven hem prachtige en royale geschenken’. Het geheel zou, nog steeds volgens de minderbroeder, zevenentwintigduizend pond gekost hebben. Filips en zijn gevolg bleven 5 dagen in Gent. In Gent heerste er onder het gemeen grote onvrede over een belasting op de dagelijkse verbruiksgoederen, het ongeld. Deze belasting werd voornamelijk geheven om de zware stadsschulden aan te zuiveren. Bij de intrede van de koning vroeg het volk de afschaffing van deze belasting, wat door Filips in het vuur van het prachtige feest dat te zijner ere werd gehouden, werd toegestaan. Dit was zeer tegen de zin van het patriciaat. 

## Zesde intrede
28 mei 1301: Blijde intrede in Aardenburg.

## Zevende intrede
29 mei 1301: Blijde intrede, na een korte doordocht door Damme, in Brugge. In Brugge organiseerde men grote feesten, en slaagde men erin een grote vreugde te laten heersen’, schreef Lodewijk van Veltem. ‘Het belfort was zo ingericht, dat de koning erin kon logeren. Daarna maakte hij ook van Male zijn woning. En bestelde hij daar eten en wijn, omdat hij daar blij wilde zijn’. Ook de Bruggelingen waren in vol ornaat, richten veel spelen in en gaven de koning prachtige geschenken. In Brugge wilde het patriciaat het gebeuren van Gent met het afschaffen van het ongeld uiteraard vermijden en dus verboden zij het gemeen van eender welk verzoek in deze zin te verwoorden, op straffe van de dood. Het gevolg was dat bij de intrede van de koning in Brugge het volk stil en ontevreden langs de kant van de weg stond, wat de koning ten hoogste verwonderde. Ondertussen hadden de patriciërs kosten noch moeite gespaard om de koning in alle luister, pracht en praal te ontvangen. Het ontlokte aan de Franse koningin de commentaar dat hoewel zij dacht alleen de koningin te zijn, blijkbaar elke vrouw in Vlaanderen zich koningin achtte. Zo rijkelijk waren de mensen gekleed. De Franse koningin Jeanne van Navarra zou zelfs misnoegd opgemerkt hebben: ‘Ik dacht dat ik alleen de koningin was, maar ik zie er hier zestig rond mij’. Het verhaal is afkomstig van een historicus (Meyer) uit de zestiende eeuw.

## Wijnendale
Van 4 juni tot 12 juni 1301 logeerde hij in het kasteel en buitenverblijf van de afgezette en gevangengenomen Graaf van Vlaanderen, Gwijde van Dampierre te Wijnendale. Hij liet op 11 juni 1301 in het gewezen grafelijk kasteel van Wijnendale een akte opstellen en bezegelen ten gunste van de inwoners van Rijsel.(Lille)

## Achtste intrede
13 juni tot 15 juni 1301. Ieper was zijn laatste halte. Van 13 juni tot 15 juni. Ook daar was de ontvangst somptueus.

## Terugreis
Via het graafschap Artesië keerde de koninklijke stoet huiswaarts.